# FLG-AS1
FLG-AS1 ‏ (FLG antisense RNA 1) هوَ بروتين يُشَفر بواسطة جين FLG-AS1 في الإنسان.